# Korovaï
Ne doit pas être confondu avec Korowai.

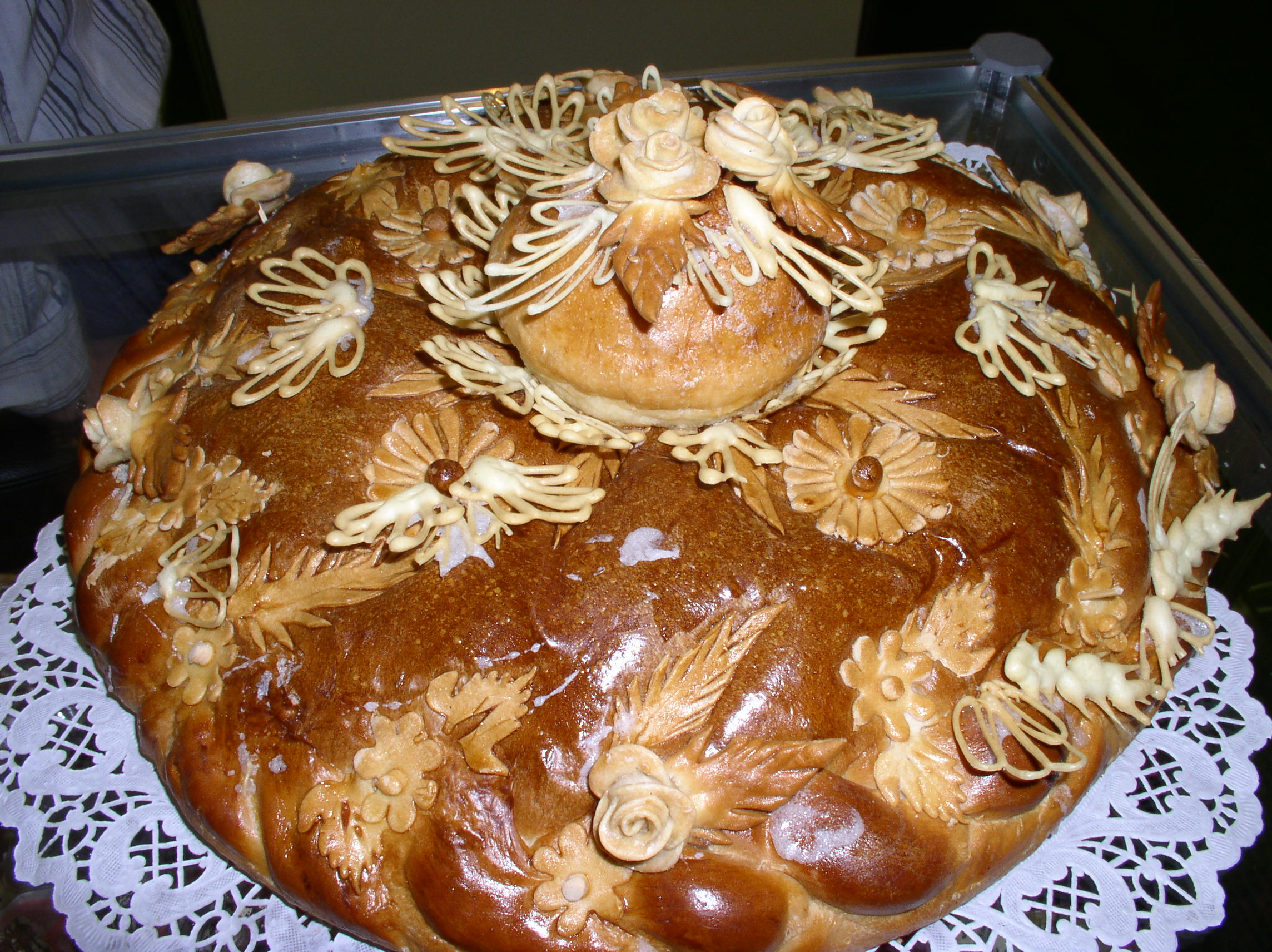
Pain korovaï biélorusse

Le korovaï (en ukrainien : Коровай) ou karavaï (en russe : Каравай) est un pain offert lors des cérémonies de mariage chez les peuples slaves à tous les participants à la noce. Il est richement décoré de motifs animaux et végétaux.